# Bastion Cleve

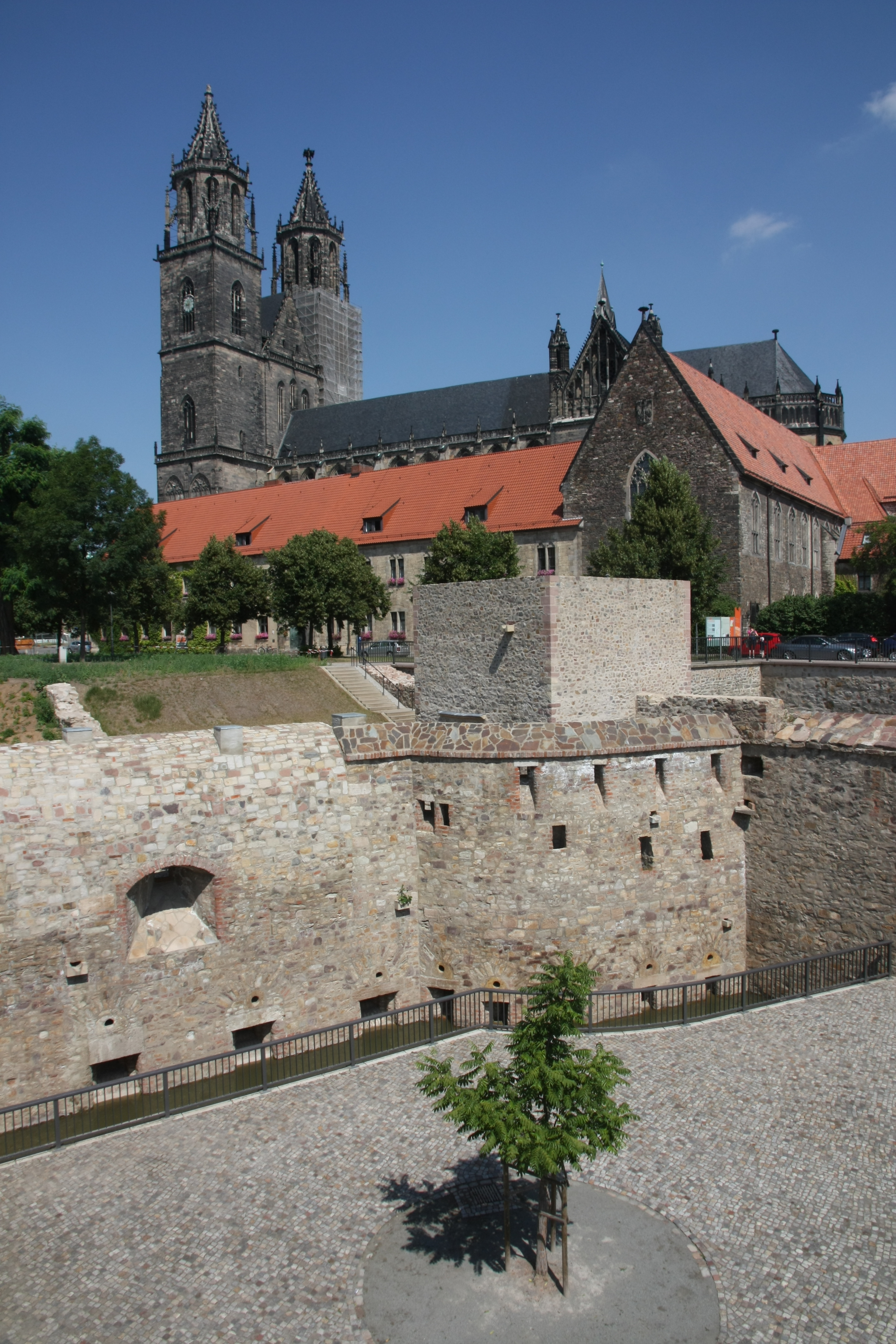
Restaurierte Bastion Cleve mit Magdeburger Dom im Hintergrund, 2010

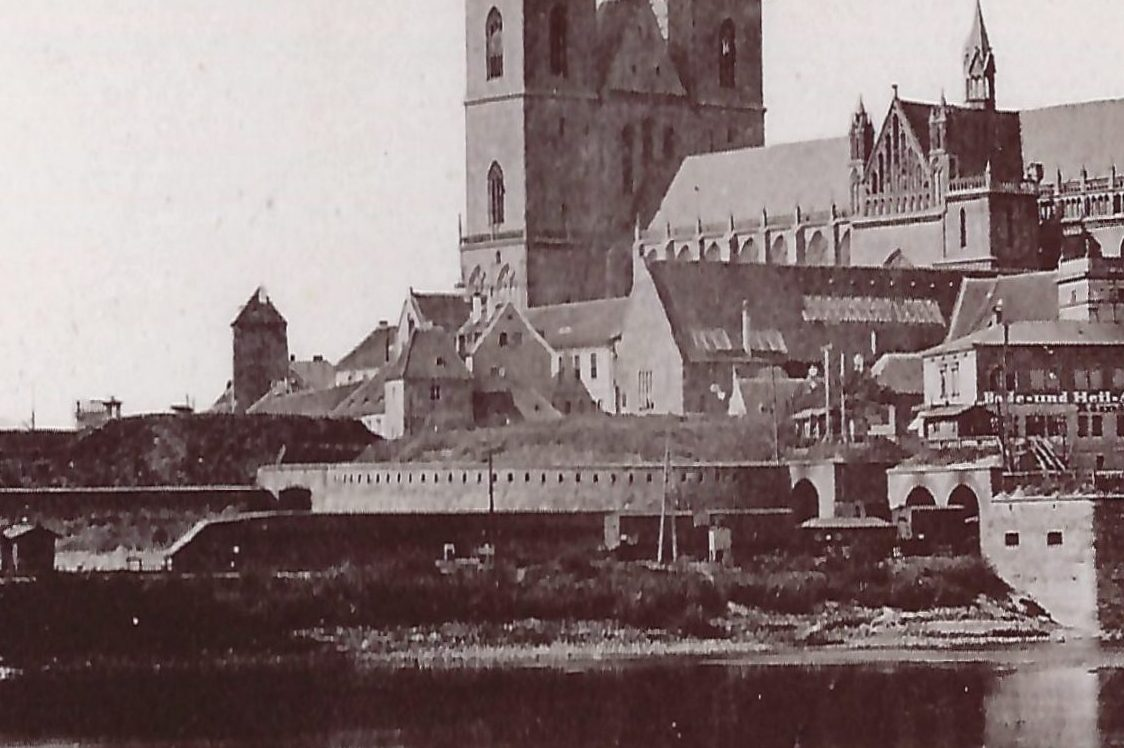
Bastion Cleve vor 1872, Blick über die Elbe

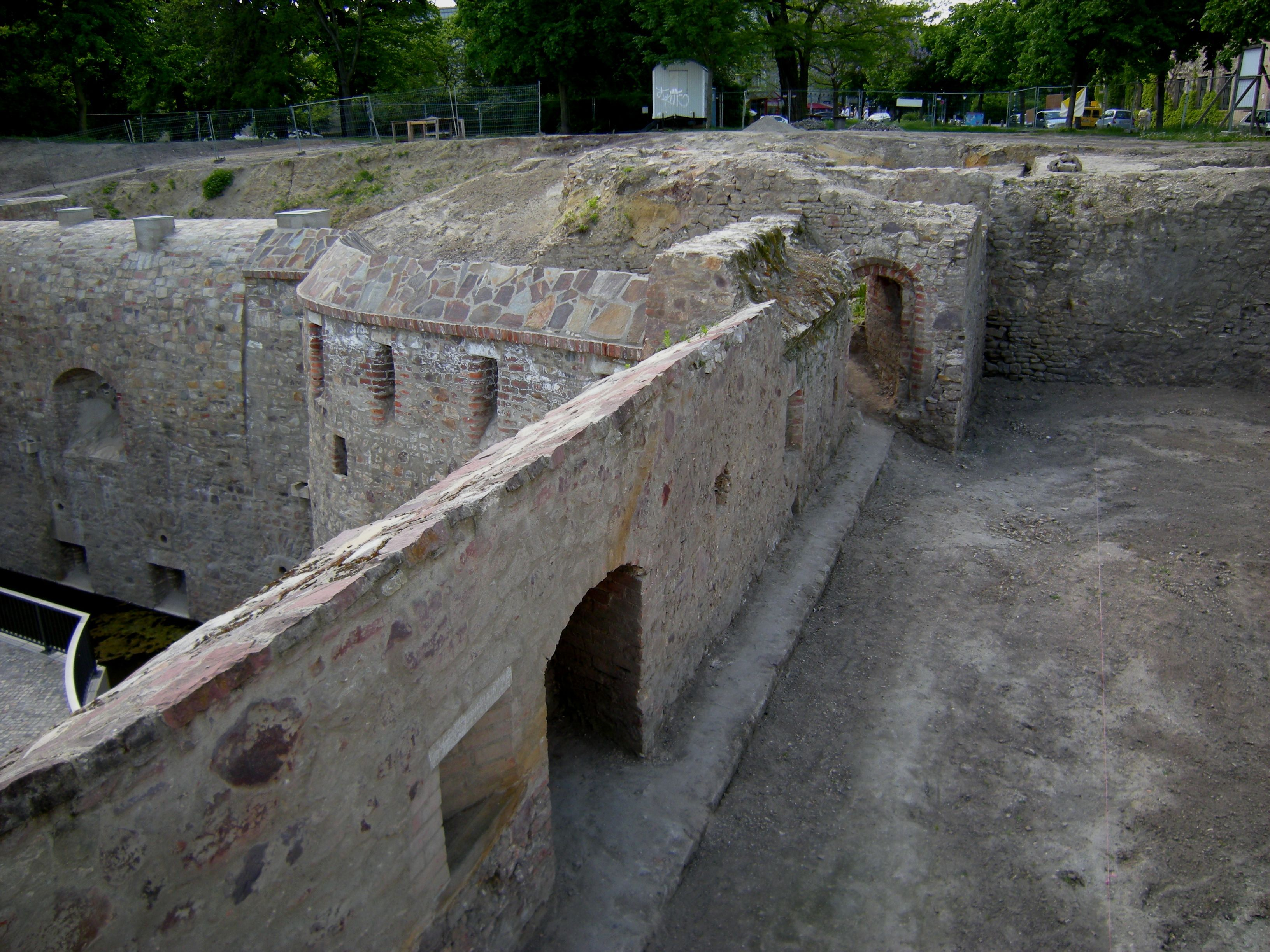
Ausgrabungen im Mai 2008

Die Bastion Cleve ist der südöstliche Abschluss der ehemaligen Festung Magdeburg.

## Lage
Die erhaltenen Reste der Bastion liegen oberhalb des linken Elbufers am südlichen Ende des Fürstenwalls, südöstlich des Magdeburger Doms. Südlich erstreckt sich der Fürstenwallpark.

## Architektur und Geschichte
Zentrales Element der Bastion ist der mittelalterliche Wehrturm Cleve, der im 16. Jahrhundert um weitere Anlagen ergänzt und später in die barocke Bastion Cleve einbezogen wurde. Reste der nach Norden und Westen verlaufenden mittelalterlichen Stadtmauer sind als Ansätze vorhanden. 1536 entstand das neue Rondell Gebhart, von dem ein gerader Teil der Eskarpenmauer mit Brustwehr erhalten ist. An die Eskarpenmauer schließt stumpf eine zweigeschossige Bastei mit Barbakane mit unterem und oberen Feuerstand an, die sich nach Süden um den Turm Cleve herumzieht. Sie entstand zwischen 1540 und 1541, andere Angaben nennen das Jahr 1547. Im Dreißigjährigen Krieg wurde das Rondell von 1625 bis 1631 im Vorfeld der Belagerung und Zerstörung Magdeburgs im Jahr 1631 nach Süden um die Bastion Gebhart erweitert. Die Bezeichnung Gebhart für das Rondell und die Bastion ist erstmalig aus dem Jahr 1632 durch Otto von Guericke überliefert.
Das Rondell Gebhart wurde ab 1709 umgebaut und zum Rondell Cleve verstärkt. Vorgelagert entstand zwischen 1713 und 1725 unter dem Gouverneur Leopold I. (Anhalt-Dessau) nach Plänen von Kapitän von Bosses und Gerhard Cornelius von Walrave die detachierte Bastion Cleve. 1725 wurde nördlich der Anlage, durch Auffüllung eines Zwingers, der Fürstenwall geschaffen. In diesem Zusammenhang entstand die innere Eskarpenmauer mit krenelierter Brustwehr und dem Tor zur als Förder bezeichneten Poterne, die als Tunnel zwischen dem südlichen Ansatz des Rondells und der aus dem Jahr 1536 stammenden Eskarpenmauer verläuft.
1843 eröffnete Carl Robolsky auf der Bastion das erste fotografische Atelier in Magdeburg.
Nach dem Deutsch-Französischen Krieg wurden ab 1872 Teile der Festungsanlage abgetragen. So wurde der Turm Cleve in seinem oberen Teil abgetragen. Auch die sich westlich anschließenden Artilleriewerkstätten sowie die Bastion V Cleve wurden abgerissen. Die Bastion wurde im Zuge der damaligen Stadtumgestaltung verfüllt und auf dem Areal der Fürstenwallpark angelegt und das Kriegerdenkmal Magdeburg errichtet. Die Festung selbst wurde 1912 aufgehoben.
Bei Umbaumaßnahmen an dieser Stelle wurden 2004 bis dato unbekannte Festungsreste wiederentdeckt und bis 2008 in Teilen freigelegt. Nach Osten zum Schleinufer hin erfolgte eine Öffnung, so dass der Bereich vor der Bastei und des Tors der Poterne von dort aus zugänglich ist. Die Restaurierung wurde 2010 abgeschlossen und die Bastion im Zuge der Internationalen Bauausstellung der Öffentlichkeit übergeben.
Im Denkmalverzeichnis des Landes Sachsen-Anhalt ist die Bastion unter der Erfassungsnummer 107 15009 als Baudenkmal verzeichnet. Der Wehrturm Cleve, die Zwingermauern und der Förder der Bastion Cleve sind als Teilobjekte des Baudenkmals eingetragen.
Die Anlage gilt als bedeutendes Zeugnis der Magdeburger Stadtgeschichte und insbesondere der Entwicklung der Befestigungsanlagen vom Mittelalter bis zur preußisch-deutschen Festung.